# Flora Medini
Flora Medini (Bergamo, ... – ...; fl. XX secolo) è stata una soubrette e attrice italiana.

## Biografia
Proveniente da una famiglia circense, divenne nota nel mondo dell'avanspettacolo e del teatro di rivista come soubrette di Renato Rascel, Erminio Macario e Gino Bramieri.
Nella stagione 1947-1948 recitò insieme a Lauretta Masiero nella rivista Le educande di San Babila di Mario Amendola con Macario. Nella stagione 1949-50 partecipa a La bisbetica sognata di Enrico Bassano, l'anno seguente fa parte de Il diavolo custode, commedia teatrale di Garinei e Giovannini e nel 1951-52 di Alta tensione di Marchesi e Metz. Il successo arrivò però a Milano nel 1952 sostituendo proprio la Masiero nella commedia musicale di Sandro Giovannini e Pietro Garinei, Attanasio cavallo vanesio con Rascel di cui il regista Camillo Mastrocinque fece una versione cinematografica nel 1953 interpretata oltre da Rascel e dalla Medini, da Tina De Mola e Corrado Lojacono. Nel 1953 viene premiata soubrette dell'anno 1952-53.
Successivamente è nel cast di altre due commedie di Garinei e Giovannini: Alvaro piuttosto corsaro del 1953-1954, sempre con Rascel, e, da caratterista, Tobia, candida spia del 1954-1955.
Nel 1955 interpreta, assieme a Renato Rascel, la rivista Il corriere del piccolo di Faele.

## Filmografia
- I due sergenti, regia di Carlo Alberto Chiesa (1951)
- Attanasio cavallo vanesio, regia di Camillo Mastrocinque (1953)
- Alvaro piuttosto corsaro, regia di Camillo Mastrocinque (1954)
- Gran varietà, regia di Domenico Paolella, episodio Il censore (1954)
- Io sono la primula rossa, regia di Giorgio Simonelli (1955)
- I pinguini ci guardano, regia di Guido Leoni (1956)